# Tomasz Kuszewski
 Tomasz Kuszewski  (ur. 8 sierpnia 1954) – ekonomista, dr hab., prof. nadzwyczajny SGH, wykładowca akademicki.

## Życiorys
W 1987 r. uzyskał stopień doktora nauk ekonomicznych w Szkole Głównej Planowania i Statystyki. Od 2003 r. doktor habilitowany nauk ekonomicznych w zakresie ekonomii. W chwili obecnej związany z Wyższą Szkołą Finansów i Zarządzania w Warszawie oraz ze Szkołą Główną Handlową w Warszawie. Swoje zainteresowania naukowe koncentruje w obrębie dwóch dyscyplin naukowych: ekonometrii i badań operacyjnych. Prowadzi badania nad zachowaniami konsumentów w świetle danych z budżetów gospodarstw domowych, zmiennością i charakterystykami wskaźników koniunktury konsumenckiej oraz miernikami szczęścia. 

## Wybrane publikacje
- Kuszewski T., Prognozowanie, [w:] Ekonometria i badania operacyjne, Podręcznik dla studiów licencjackich, Warszawa, 2009.
- Kuszewski T., Jednorównaniowy liniowy model ekonometryczny, [w:] Ekonometria i badania operacyjne, Podręcznik dla studiów licencjackich, Warszawa, 2009.
- Kuszewski T., Wielorównaniowe modele ekonometryczne, Stosowane modele równowagi ogólnej, [w:] Ekonometria i badania operacyjne, Podręcznik dla studiów licencjackich, Warszawa, 2009.
- Kuszewski T., Nierówności ekonomiczne we współczesnym świecie, Pomiar i oceny zjawiska, [w:] Wzrost gospodarczy a bezrobocie i nierówności w podziale dochodu, red. Pacho W., Garbicz M., Warszawa, 2008, s. 155-179.
- Kuszewski T., Gąsiorowski P., Badanie preferencji gospodarstw domowych, [w:] XXIV Konferencja - Współczesne tendencje rozwojowe badań operacyjnych, Duszniki-Zdrój, 2005.